# Tine Jørgensen
Tine Juul Jørgensen (født 1968) er en tidligere dansk atlet.
Jørgensen var medlem af Sparta Atletik, men var tidligere i Hvidovre IF og Glostrup IC. Hun vandt et dansk mesterskab i højdespring.

## Danske mesterskaber
- Sølv 1993 Højdespring 1,77
- Sølv 1993 Højdespring inde 1,75

## Personlige rekorder
- Højdespring: 1,78 1993
- 3000 meter forhindring: 11.51.3 1982